# Joe Kocur
Joseph George „Joey“ Kocur (* 21. Dezember 1964 in Calgary, Alberta) ist ein ehemaliger kanadischer Eishockeyspieler und -trainer, der im Verlauf seiner aktiven Karriere zwischen 1982 und 1999 unter anderem 938 Spiele für die Detroit Red Wings, New York Rangers und Vancouver Canucks in der National Hockey League auf der Position des rechten Flügelstürmers bestritten hat. Während seiner 15 Spielzeiten in der NHL gewann Kocur insgesamt dreimal den Stanley Cup – im Jahr 1994 mit den New York Rangers sowie in den Jahren 1997 und 1998 mit den Detroit Red Wings. Kocur, der den Spielertyp des Enforcers verkörperte, gilt als einer der härtesten und besten Faustkämpfer der NHL-Geschichte und wurde besonders durch die Schlagkraft seiner rechten Hand bekannt.

## Karriere
Kocur begann seine Karriere bei den Yorkton Terriers in einer Nachwuchsliga in Saskatchewan, ehe er 1982 in die Juniorenliga Western Hockey League zu den Saskatoon Blades wechselte. Dort zeigte er gleich in seiner ersten Saison seine Stärken als körperlich harter Spieler. Mit knapp über 100 Kilo auf 1,83 m war Kocur für die Rolle des Enforcers auch wie geschaffen. Er wurde darauf im NHL Entry Draft 1983 in der fünften Runde von den Detroit Red Wings an Position 88 ausgewählt. Er blieb noch ein weiteres Jahr in der WHL, wo er 81 Punkte und 258 Strafminuten sammelte.
Bereits kurz nach dem Ende der WHL-Saison wurde er zu den Playoffs der American Hockey League in den Kader der Adirondack Red Wings, dem Farmteam von Detroit, geholt. In der darauf folgenden Saison 1984/85 kam er zu 17 Einsätzen in der National Hockey League, ehe er sich 1985/86 bei den Detroit Red Wings durchsetzen konnte. In 59 Spielen verbrachte er 377 Minuten auf der Strafbank. Kocur etablierte sich als defensivstarker Stürmer im Team der Red Wings und spielte 1989/90 seine mit Abstand beste Saison seiner Karriere mit 36 Punkten.
Im März 1991 wurde er gemeinsam mit Pär Djoos im Tausch für Dennis Vial, Kevin Miller und Jim Cummins zu den New York Rangers transferiert, wo er dem Team half 1994 den ersten Stanley Cup seit 54 Jahren zu gewinnen. Im Frühjahr 1996 wurde Kocur zu den Vancouver Canucks transferiert, wo er aber nur für kurze Zeit spielte, denn die Canucks verlängerten seinen Vertrag zum Saisonende nicht.
Kein NHL-Team wollte ihn bis zum Saisonstart im Oktober 1996 unter Vertrag nehmen, weshalb er sich den San Antonio Dragons in der unterklassigen International Hockey League anschloss. Im Dezember 1996 erhielt er dann doch einen Vertrag bei seinem ehemaligen Arbeitgeber, den Detroit Red Wings. Kocur setzte seinen Stil besonders hart zu spielen fort, allerdings sammelte er längst nicht mehr so viele Strafminuten, wie in seinen ersten Jahren in Detroit. 1997 und 1998 gewann er mit den Red Wings den Stanley Cup. Während der Saison 1998/99 verletzte sich Kocur an der Leiste und fiel für den Rest der Saison aus. Im Mai 1998 unterzog er sich schließlich einer Operation. Dies führte aber dazu, dass er auch zusätzlich die gesamte Saison 1999/2000 pausieren musste. Im Oktober 2000 gab er schließlich sein Karriereende bekannt.
In den 1980er-Jahren war Joe Kocur bekannt als einer der „Bruise Brothers“. Zusammen mit Bob Probert bildete er eines der härtesten Duos in der Geschichte der NHL. Kocur spielte nicht nur hart, sondern ging auch keiner Schlägerei auf dem Eis aus dem Weg. Zudem gehörte er zur „Grind Line“ der Red Wings zusammen mit Kris Draper und Kirk Maltby.
2001 wurde er von den Red Wings als Videocoach in den Trainerstab aufgenommen und blieb es bis zum Rücktritt von Cheftrainer Scotty Bowman nach dem Stanley-Cup-Gewinn 2002. Nachfolger von Bowman wurde Dave Lewis und Kocur wurde einer seiner Assistenztrainer. Das Team trennte sich 2004 von Lewis und Kocur.

## Erfolge und Auszeichnungen
- 1994 Stanley-Cup-Gewinn mit den New York Rangers
- 1997 Stanley-Cup-Gewinn mit den Detroit Red Wings
- 1998 Stanley-Cup-Gewinn mit den Detroit Red Wings

## Karrierestatistik
(Legende zur Spielerstatistik: Sp oder GP = absolvierte Spiele; T oder G = erzielte Tore; V oder A = erzielte Assists; Pkt oder Pts = erzielte Scorerpunkte; SM oder PIM = erhaltene Strafminuten; +/− = Plus/Minus-Bilanz; PP = erzielte Überzahltore; SH = erzielte Unterzahltore; GW = erzielte Siegtore; 1 Play-downs/Relegation; Kursiv: Statistik nicht vollständig)

## Familie
Zahlreiche Cousins Kocurs spielten oder trainierten ebenfalls in der National Hockey League. Darunter befinden sich Wendel Clark, Barry Melrose und Chandler Stephenson. Ebenso spielten Kerry Clark und Kory Kocur auf professionellem Niveau.